# Institut français de Norvège
L’Institut français de Norvège est un centre culturel français relevant de l'Ambassade de France à Oslo, faisant partie du réseau international des Instituts français. Son siège est à Oslo. Il disposait jusqu'en 2019 d'une antenne à Stavanger. Il est dirigé par le conseiller de coopération et d'action culturelle de l'ambassade.

## Historique
L’Institut français est présent à Oslo depuis 1963, notamment jusqu'en 2011 sous le nom de Centre culturel et de coopération linguistique d'Oslo. Une antenne a ensuite été créée à Stavanger.
En 2018, il a participé au centenaire de la coopération franco-norvégienne.

## Missions
Les missions de l’Institut français relèvent principalement de l’action culturelle, linguistique et scientifique, et de la coopération franco-norvégienne.

### Coopération culturelle
En 2016, l’Institut français a organisé des expositions et conférences lors de la Triennale d’architecture d’Oslo.
Il est régulièrement partenaire de divers festivals et manifestations culturelles.

### Enseignement du français et coopération linguistique
L’Institut français proposait jusqu'en 2019 des cours de français langue étrangère, désormais externalisés, notamment au KULT fransk kurs- og kultursenter et à l'école des Mousquetaires. Il travaille en coopération avec divers acteurs de l’éducation en Norvège, notamment pour les lycéens norvégiens partant étudier en France.